# Ellipteroides (Protogonomyia) megalomatus
Ellipteroides (Protogonomyia) megalomatus is een tweevleugelige uit de familie steltmuggen (Limoniidae). De soort komt voor in het Oriëntaals gebied.